# Amalda tenuis
Amalda tenuis is een slakkensoort uit de familie van de Olividae. De wetenschappelijke naam van de soort is voor het eerst geldig gepubliceerd in 1991 door Ninomiya.